# Phare de Kahurangi Point
Le phare de Kahurangi Point est un phare situé près de Karamea le Parc national de Kahurangi, dans la région de West Coast (île du Sud), en Nouvelle-Zélande.

## Histoire
Le  phare  a été mis en service en novembre 1903 et comportait une lentille de Fresnel de second ordre. Deux secteurs rouges  d'une portée de 7 milles nautiques (environ 13 km) avertissaient du danger des récifs.
La tour en fonte a été fabriquée par sections de la Thames Ironworks and Shipbuilding Company, puis expédiée par bateau vers la Big River, à environ 3 km au nord de la tour. Les segments ont été remontés par un funiculaire au-dessus des falaises. Trois maisons ont été construites pour les trois gardiens de phare et leurs familles. Le terrain autour de la tour est propice au jardinage, la mer étant propice à l'approvisionnement en poissons et animaux marins. L'approvisionnement en viande fraîche était initialement problématique. Le gardien de phare a lui-même nettoyé la brousse pour un pâturage de moutons, plus tard, le service de la marine lui a fourni du fil de clôture pour un cheval et un pâturage de moutons. Les chevaux étaient nécessaires pour transporter les provisions semestrielles débarquées sur la Big River avec une voiture jusqu'au téléphérique. L'approvisionnement par mer s'est avéré dangereux par mer agitée. Vers 1906/07, la cargaison des navires n’a pas été supprimée à Big River, mais a été transportée par bateau directement du navire à une petite crique située près des maisons du gardien du phare. Plus tard encorer un des gardiens de phare se rendait tous les mois avec des chevaux de bât à Collingwood pour se ravitailler.
Le département de la marine a décidé en 1925 d'automatiser la tour. À cette fin, le brûleur à mazout a été remplacé en septembre 1926 par une lampe à acétylène. Les gardes ont quitté la tour après le séisme de Murchison en 1929, qui a gravement endommagé la station. La tour a été hors service pendant plus de deux mois, l’optique ayant été détruite et la base de la tour découverte par un glissement de terrain. Une des maisons du gardien de phare et la salle de classe ont été détruites.
Jusqu'en mars 1931, la tour équipée d'un nouvel objectif de tambour de 800 mm put être remise en service grâce à une balise de fortune. La lampe à gaz électrifiée en 1967 était alimentée par un générateur diesel. Elle est maintenant alimentée à l"énergie solaire. Une des maisons des gardiens a été convertie en un lieu de randonnée dans le parc national.
Le phare a été entièrement automatisé en 1960 et est maintenant surveillée et gérée depuis une salle de contrôle de la Maritime New Zealand (en) à Wellington.

## Description
Ce phare  est une tour circulaire préfabriquée en fonte, avec une galerie et lanterne de 18 m de haut. Le phare est peint en blanc et le dôme de la lanterne est noire. Il émet, à une hauteur focale de 47 m, deux éclats blancs par période de 15 secondes. Sa portée est de 9 milles nautiques (environ 17 km).
Identifiant : ARLHS : NZL-029 - Amirauté : K4506 - NGA : 5640 .

### Lien connexe
- Liste des phares de Nouvelle-Zélande